# Николаевка (Шевченковский район)
Николаевка (укр. Миколаївка) — село, 
Безмятежненский сельский совет,
Шевченковский район,
Харьковская область.
Село ликвидировано в ? году.

## Географическое положение
Село Николаевка находится на правом берегу безымянной речушки, которая через 3 километра впадает в реку Волосская Балаклейка (левый приток).
Выше по течению примыкает село Кравцовка.

## История
- ? — село ликвидировано.